# Minehillite
La minehillite è un minerale.